# Рдесник волоскуватий
Рдесник волоскуватий, рдесник волосовидний (Potamogeton trichoides) — вид рослин родини рдесникові (Potamogetonaceae ), поширений у Європі, Азії й Африці.

## Опис
Багаторічна водна трава. Кореневища відсутні або присутні лише наприкінці вегетаційного періоду, ниткоподібні, циліндричні, іноді розвиваються термінальні або пахвові опуклості. Стебла від однорічних до багаторічних, довжиною до 1.5 м, від рясно до набагато розгалужених, ниткоподібні, від циліндричних до злегка стиснутих, тендітні й легко розбиваються у вузлах. Затоплені листки від яскраво-зеленого до темно-зеленого кольору, часто з коричневим відтінком, сидячі, лінійні, 14–80(130) × 0.3–1(1.8) мм, у 30–110 раз більші в довжину, ніж у ширину, вузько клиноподібні на основі, загострюються в верхівці, цілі, 3-жильні; головна жилка помітна, бічні — іноді непомітні; вторинні та крайові жилки відсутні; плавучі листи відсутні; прилистки пахвові, 5–27 мм завдовжки, напівпрозорі, часто з зеленуватим відтінком, тупі на верхівці, стійкі.
Квітоніжка 10–75 мм завдовжки, у (2)3–9 раз довша за плодоносні колоски, завтовшки із стебло. Колоски коротко циліндричні, довжиною 3–9 мм, коли в плодах, з 3–5 квітами. Плоди напівкулеподібні, 2–3 мм довжиною, з гострим горбком або зубцем на кілі, сидячі та, як правило, зчеплені.

## Поширення
Поширений у Європі, Азії й Африці.
В Україні вид зростає в невеликих стоячих водоймах — в Закарпатті (Чоп), Поліссі, Лісостепу, рідко.

## Галерея

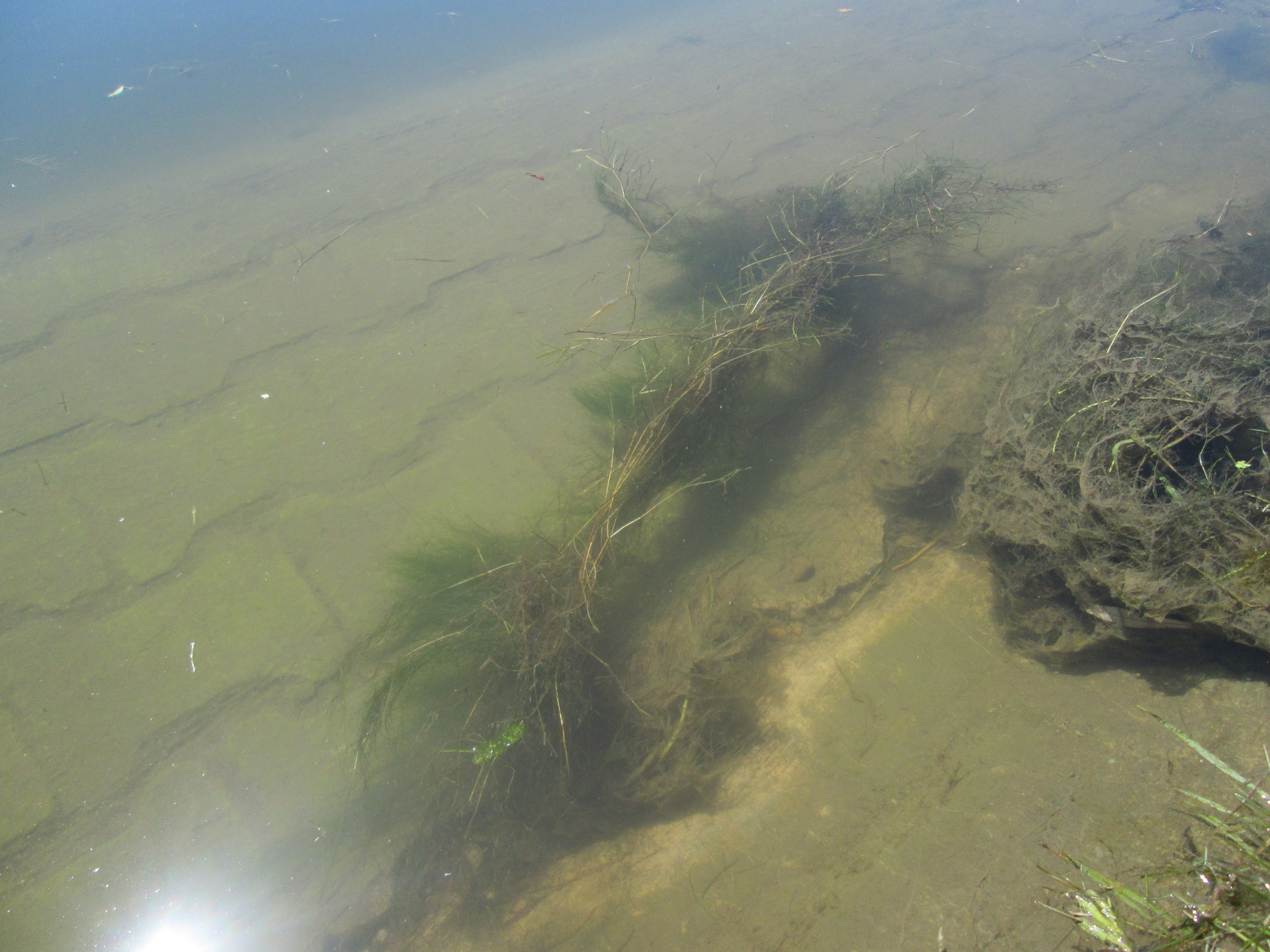
загальний вигляд
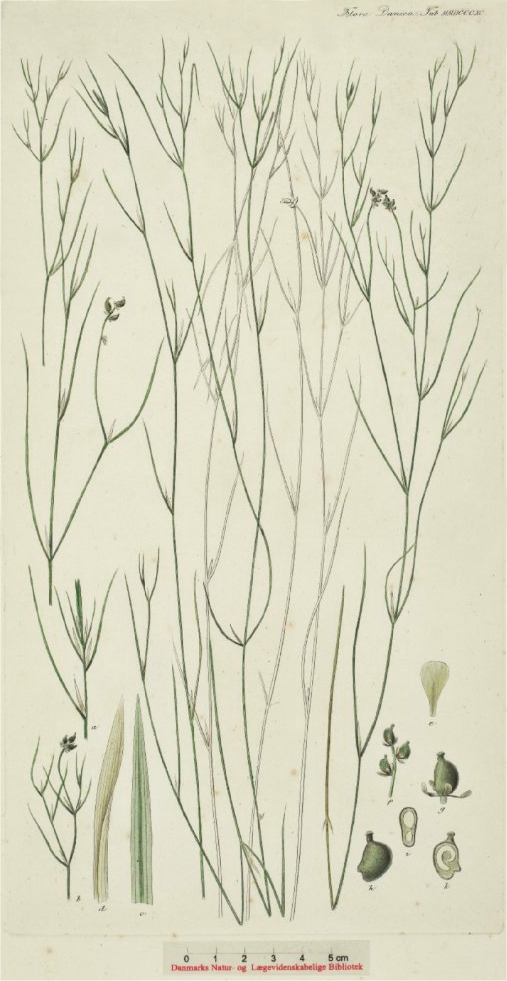
ілюстрація